# Nagyugolyka
Nagyugolyka (ukránul: Велика Уголька) település Ukrajnában, Kárpátalján, a Técsői járásban.

## Fekvése
Uglyától északra fekvő település. Keresztülfolyik rajta a Nagy-Ugolyka.

## Története
Nagyugolyka és környéke ősidők óta lakott hely volt. A településtől 3 km-rell északra eső Tejkő (Molocsnij kameny) barlangban az utolsó jégkorszak idején, a paleolit korban a környéken élt ősember nyomait (kőszerszámokat, fegyvereket, valamint tűzhelyeket)
tárták fel.
A település meleg ásványvízforrásáról is ismert.

## Népesség
A 2001-es népszámlálási adatok szerint a településnek 2052 lakosa volt.

## Nevezetességek
- Tejkő barlang
- Melegvízforrások
- Görögkeleti kolostor